# Наомі Робсон
Наомі Робсон (англ. Naomi Robson; 4 грудня 1961, Лос-Анджелес, Каліфорнія) — австралійська телеведуча американського походження, відома як колишня ведуча видання «Today Tonight», австралійської програми новин, яка транслювалася раз на тиждень на телеканалі «Seven», з 1997 по 2006 рік.

## Біографія
Наомі народилася у Лос-Анджелесі, штат Каліфорнія, США, однак у зв'язку з роботою батька часто подорожувала по світу, витрачаючи найбільше часу у Австралії та Великій Британії. Зрештою вона оселилася у Австралії, де почала ступінь бакалавра мистецтв в університеті Ла-Тробе в Мельбурні, плануючи спеціалізуватися в археології та сучасному мистецтві. Через два роки Робсон покинула університет, щоб продовжувати займатися фотожурналістикою. Протягом наступних кількох років Наомі працювала на численних посадах, зокрема, була помічником фотожурналістів та копірайтером рекламного агентства. Потім вона взяла робочу поїздку до Лондона, під час якої працювала журналістом та помічником редакції видавництва журналу. Після трьох років перебування в Лондоні вона повернулася до Австралії, а в 1989 році стала помічником редактора і письменницею для журналу «Personal Success».

## Телебачення
У 1990 році Наомі Робсон приєдналася до «Seven News», спочатку як загальний репортер новин, але через три тижні їй запропонували презентувати новини на «Tonight Live». Вона також представила "Seven's Late News " і інформаційні періодичні видання телеканалу «Seven», а також робила репортажі для програми «Real Life». Була літньою ведучою програми до її скасування наприкінці 1994 року. Потім Наомі провела коротке заповнення програми під назвою «Summer Diary».
Робсон виїхала до США в 1995 році, але незабаром повернулася до Австралії, щоб представити «Our Victoria», туристичне шоу для ринку Вікторія. Вона також спільно представляла «Seven's News at Five» з Пітером Фордом у Сіднеї. У 1997 році вона стала ведучою мельбурнської версії «Today Tonight». Пізніше ця програма була поширена на Сідней та Брисбен, з ведучою Наомі Робсон. Дані рейтингової дослідницької фірми OzTAM свідчать про те, що вона мала нічну аудиторію, яка склалася з-понад мільйон людей у трьох столицях.
22 листопада 2006 р. з'явилися чутки про те, що наприкінці року вона покине «Today Tonight». Робсон підтвердила це 27 листопада, сказавши, що продовжить свою кар'єру в інших сферах телебачення. Вона представила своє останнє шоу 1 грудня 2006 року. Ім'я її наступниці, Анни Корен, було назване через шість тижнів.
У січні 2007 року повідомлялося, що Робсон переконала керівників «Seven Network» продовжити її контракт з телеканалом, щоб вона могла змагатися у шостій серії «Танці з зірками (Австралійський телесеріал)». 13 березня 2007 року вона була частиною третьої пари, яка вибула з програми. Пізніше, того ж року, в пресі повідомлялося, що керівники «Seven» заявили, що Наомі Робсон дадуть власну програму в стилі «Опра Вінфрі».
У вересні 2009 року Робсон з'явилася в якості ведучого з Ларрі Емдуром у "The Morning Show ", замість Кайлі Джіллі, яка взяла тижневу відпустку.
У грудні 2014 року Наомі була гостем у «Studio 10» на «Network Ten», це був перший раз, коли її бачили на іншому телеканалі, крім «Seven».
Також Наомі Робсон співпрацювала з такими організаціями:
- Myer
- ANZ Private
- NAB'S Board Ready Program
- PwC
- BIC
- Australian Grand Prix Corporation
- CVA Property Consultants
- The Heat Group
- Young Presidents' Organisation
- World Presidents' Organisation
- Entrepreneurs’ Organisation

## Критика
Робсон була предметом ряду несприятливих суперечок і критики ЗМІ.
Кілька критичних описів Наомі Робсон були відхилені нею або її представниками як спотворення або вигадки з боку конкуруючих журналістів. Зокрема, коли «The Daily Telegraph» стверджував, що інші журналісти називають її «принцесою», тому що та надто переймається своєю зовнішністю, сама Робсон спростувала звинувачення.
У березні 2006 року з'явилася інформація про те, що у Робсон були короткі стосунки з дилером наркотиків та первинним інформатором у процесі судового розгляду над наркотиками (справа Тоні Мокбела). Адвокат Мокбела Кон Геліотис, висловився під час досудового представлення доказів, що Робсон поставляли кокаїн, хоча це ніколи не обговорювалося під час судового розгляду. напротивагу цьому коментарю, вона заявила, що такого не було і вона проти наркотиків.

## Фільмографія
- Троянський воїн (2002)
- Громовідвід (2004)